# Dicerca hornii
Dicerca hornii är en skalbaggsart som beskrevs av George Robert Crotch 1873. Dicerca hornii ingår i släktet Dicerca och familjen praktbaggar.

## Underarter
Arten delas in i följande underarter:
- D. h. nelsoni
- D. h. hornii